# Marek Ženíšek
Marek Ženíšek (* 26. listopadu 1978 Plzeň) je český politik a politolog, od května 2024 ministr pro vědu, výzkum a inovace, v letech 2009 až 2019 místopředseda TOP 09 (v letech 2015 až 2017 první místopředseda strany), v letech 2013 až 2017 a znovu od roku 2021 poslanec Poslanecké sněmovny PČR, v letech 2006 až 2010 zastupitel městského obvodu Plzeň 3, bývalý náměstek ministra spravedlnosti ČR a bývalý 1. náměstek ministra zdravotnictví ČR. V letech 2020 až 2024 zastupitel Plzeňského kraje (v letech 2020 až 2022 navíc i náměstek hejtmanky).

## Osobní život
Absolvoval Fakultu humanitních studií Západočeské univerzity v Plzni (od roku 2005 Filozofická fakulta) a Fakultu sociálních věd Univerzity Karlovy v Praze. V roce 2006 obdržel doktorský titul z oboru politologie na Západočeské univerzitě v Plzni.
Je autorem či spoluautorem několika knih a odborných textů dotýkajících se tématu politických a volebních systémů, je vědeckým tajemníkem České společnosti pro politické vědy. V letech 2003–2017 přednášel na katedře politologie a mezinárodních vztahů Fakulty filozofické Západočeské univerzity v Plzni. Předtím strávil rok na rodičovské dovolené. Od roku 2008 byl také pedagogem na Metropolitní univerzitě Praha. V letech 2018–2019 působil jako proděkan Fakulty zdravotnických studií ZČU v Plzni. 
Marek Ženíšek je ženatý a má syna Matěje a dceru Rebeku.

## Politické působení
V období 2005–2009 byl členem KDU-ČSL. V červnu 2009 se stal členem Přípravného výboru TOP 09. Na Celostátním ustavujícím sněmu strany, konaném 27. a 28. listopadu 2009, byl zvolen místopředsedou TOP 09. Na 2. celostátním sněmu TOP 09, který se konal ve dnech 22. a 23. října 2011 v Hradci Králové, funkci místopředsedy TOP 09 obhájil. Jako místopředseda strany měl ve své gesci zahraniční vztahy TOP 09. Na 3. celostátním sněmu TOP 09 v Praze byl 8. prosince 2013 opět zvolen místopředsedou strany. O dva roky později byl v listopadu 2015 na 4. celostátním sněmu TOP 09 v Praze zvolen 1. místopředsedou strany. Od delegátů obdržel 124 hlasů ze 173 možných (tj. 72 %). Ve funkci vystřídal Miroslava Kalouska, který se stal předsedou strany.
V roce 2007 začal působit na ministerstvu spravedlnosti, od roku 2008 jako náměstek ministryně. Byl také členem Rady vlády pro národnostní menšiny. Počátkem roku 2012 byl jmenován prvním náměstkem ministra zdravotnictví Leoše Hegera. Zabýval se především tematikou ekonomického řízení jak samotného ministerstva zdravotnictví, tak jejích přímo řízených organizací. Stál u zrodu a vytvořil institucionální prostor pro dlouhodobý projekt Reforma psychiatrie v ČR. V souvislosti s nástupem vlády Jiřího Rusnoka k 1. srpnu 2013 rezignoval na funkci prvního náměstka ministra zdravotnictví, protože si dle svých slov neuměl představit, že by na ministerstvu dále pokračoval, jelikož byl i místopředsedou TOP 09.
V komunálních volbách v roce 2006 kandidoval do Zastupitelstva městského obvodu Plzeň 3 z 2. místa kandidátky KDU-ČSL. Mandát zastupitele městského obvodu se mu podařilo získat. V roce 2006 kandidoval také do zastupitelstva Plzně, a to ze 4. místa kandidátky KDU-ČSL, ale nebyl zvolen.
V krajských volbách v roce 2012 byl zvolen členem Zastupitelstva Plzeňského kraje. Nicméně v součinnosti s pozicí náměstka ministra zdravotnictví se rozhodl na funkci zastupitele rezignovat.
Ve volbách do Poslanecké sněmovny PČR v roce 2013 kandidoval v Plzeňském kraji jako lídr TOP 09 a byl zvolen. Také ve volbách do Poslanecké sněmovny PČR v roce 2017 byl lídrem TOP 09 v Plzeňském kraji, ale mandát se mu obhájit nepodařilo.
Na konci listopadu 2017 byl zvolen řadovým místopředsedou TOP 09, na pozici prvního místopředsedy strany jej nahradila Markéta Pekarová Adamová. Ve volbách do Evropského parlamentu v květnu 2019 kandidoval jako člen TOP 09 na 6. místě kandidátky subjektu s názvem „Starostové (STAN) s regionálními partnery a TOP 09“, ale nebyl zvolen. V listopadu 2019 se pokoušel obhájit pozici místopředsedy TOP 09, ale neuspěl.
Ženíšek kritizoval rozhodnutí amerického prezidenta Donalda Trumpa uznat Jeruzalém za hlavní město Izraele a přesunout do Jeruzaléma americkou ambasádu.
V krajských volbách v roce 2020 byl jako člen TOP 09 zvolen zastupitelem Plzeňského kraje, a to na kandidátce uskupení „Občanská demokratická strana s podporou TOP 09 a nezávislých starostů“. Dne 12. listopadu 2020 se navíc stal náměstkem hejtmanky Plzeňského kraje pro kulturu a památkovou péči. V únoru 2022 byl z pozice náměstka odvolán. Mandát krajského zastupitele mu zanikl po krajských volbách v roce 2024, protože v nich nekandidoval.
Ve volbách do Poslanecké sněmovny PČR v roce 2021 kandidoval z pozice člena TOP 09 na 2. místě kandidátky koalice SPOLU (tj. ODS, KDU-ČSL a TOP 09) v Plzeňském kraji. Získal 6 375 preferenčních hlasů a byl zvolen poslancem. Ve sněmovně se v listopadu 2021 stal předsedou zahraničního výboru.
V květnu 2024 jej předsednictvo TOP 09 navrhlo na funkci ministra pro vědu, výzkum a inovace ČR poté, co se po odchodu Heleny Langšádlové vzdal nominace Pavel Tuleja. Dne 16. května 2024 ho do této funkce jmenoval prezident Petr Pavel.
Kritizoval Mezinárodní trestní soud (ICC) v Haagu za návrh vydat zatykač na izraelského premiéra Benjamina Netanjahua kvůli obvinění z válečných zločinů a zločinů proti lidskosti během války v Pásmu Gazy a vyjádřil naději, „že ICC si uvědomí, že válku začalo teroristické hnutí Hamás a Izrael má právo na sebeobranu.“
Ve volbách do Poslanecké sněmovny PČR v roce 2025 kandiduje z pozice člena TOP 09 na 2. místě kandidátky koalice SPOLU (tj. ODS, KDU-ČSL a TOP 09) v Plzeňském kraji.